# Chróścielów
Chróścielów (cz. Chrastilov lub Chrastělovo, niem. Krastillau) – wieś w Polsce położona w województwie opolskim, w powiecie głubczyckim, w gminie Kietrz. Wieś obejmuje administracyjnie przysiółek Gniewkowice i Kolonia Zachód.
Obszar głównie rolniczy z zachowaną po upadku socjalizmu w 1989 roku Rolniczą Spółdzielnią Produkcyjną. Zakład RSP zajmuje się hodowlą zwierząt oraz produkcją wysokiej jakości mleka. Ponadto dysponuje dużymi obszarami uprawnymi.

## Historia
Historycznie miejscowość leży na tzw. polskich Morawach, czyli na obszarze dawnej diecezji ołomunieckiej. Po raz pierwszy wzmiankowane zostały w 1377 roku jako Crostolew, kiedy to podzielono księstwo raciborsko-opawskie pomiędzy synów Mikołaja II. Później wzmiankowane jako Chrastelow (1434) lub Krastillau (1743).
Po wojnach śląskich znalazła się w granicach Prus i powiatu głubczyckiego. Była zamieszkała przez tzw. Morawców. W 1910 74% mieszkańców posługiwało się czeskimi gwarami laskimi. W granicach Polski od końca II wojny światowej. Po drugiej wojnie światowej Morawców uznano za ludność polską i pozwolono im pozostać. Po 1956 nastąpiła fala emigracji do Niemiec.